# Viva Kirche Schweiz
Viva Kirche Schweiz (bis Mai 2022 Chrischona Schweiz) ist ein nationaler Verband von lokalen Freikirchen in der Schweiz.

## Geschichte
Chrischona Schweiz, die Vorgängerorganisation von Viva Kirche Schweiz, wurde 1869 gegründet. Der Verband war damals Teil der 1840 von Christian Friedrich Spittler gegründeten Pilgermission St. Chrischona. Der Name leitet sich vom Gründungsort St. Chrischona bei Basel ab. Die Pilgermission war international aufgestellt. Chrischona Schweiz bildete den Arbeitszweig in der Schweiz. Gegründet wurde sie als eine Gemeinschafts- und Erneuerungsbewegung innerhalb der reformierten Kirche. Noch 1900 betonte Carl Heinrich Rappard, der Direktor der Pilgermission, man wolle keine eigene Chrischona-Denomination gründen. Dennoch entwickelte sich die Bewegung ab den 1930er Jahren zu einer Freikirche. Das hauseigene theologische Seminar der Pilgermission bildete die sogenannten Chrischonabrüder aus. Diese Laienprediger wurden als Pilgermissionare in die ganze Welt entsandt und so auch in die Schweiz. 1873 eröffnete Markus Hauser die erste Schweizer Chrischona-Kapelle in Mattwil, vier Jahre später in Reinach.
Heute gibt es etwa 90 solcher Versammlungsorte in der ganzen Schweiz; ein grosser Teil davon ist in der Deutschschweiz zu finden. Die Mehrsprachigkeit wird in jüngster Zeit betont.
1997 wurde Chrischona Schweiz zu einem eigenständigen Verein. 2018 wurde die Verbandsarbeit der Pilgermission eingestellt. Die ehemaligen Arbeitszweige blieben über das sogenannte TSC Netzwerk freundschaftlich verbunden. 2021 gab der Verband bekannt, seinen Namen auf Mai 2022 in Viva Kirche umzubenennen.

## Überzeugungen
Traditionell vertritt Viva Kirche Schweiz einen pietistischen Glauben. Dieser äussert sich heute – wie bei vielen pietistischen Bewegungen – in einer evangelikalen Glaubenspraxis. Dazu gehören u. a. die Betonung einer persönlichen Beziehung zu Jesus Christus, die praktische Gemeinschaft der Gläubigen und die absolute Autorität der Bibel. Sie ist Teil des schweizerischen Dachverbands der Freikirchen Freikirchen.ch und der Schweizerischen Evangelischen Allianz.